# Антанавичюс, Домантас
Домантас Антанавичюс (лит. Domantas Antanavičius; 18 ноября 1998, Мариямполе, Литва) — литовский футболист, полузащитник.

## Биография

### Клубная карьера
Профессиональную карьеру начинал в составе клуба «Судува» в 2015 году. В свой дебютный сезон провёл в высшей лиге 5 матчей. В 2017 году вместе с клубом стал чемпионом Литвы. В начале сезона 2018 перешёл в другой литовский клуб «Стумбрас», где провёл полтора сезона. По ходу сезона 2019 перешёл в эстонский «Маарду ЛМ». В чемпионате Эстонии сыграл 13 матчей и забил 1 гол.
В январе 2020 года Антанавичюс подписал контракт со словенским клубом «Целе». В оставшейся части сезона 2019/20 он провёл за команду 9 матчей и в её составе стал чемпионом Словении. В октябре того же года был отдан в аренду в клуб второй лиги «Триглав».

### Карьера в сборной
Был игроком юношеской сборной Литвы. С 2017 по 2019 год выступал за молодёжную сборную.
В сентябре 2020 года был вызван в основную сборную Литвы на матчи Лиги наций УЕФА со сборными Казахстана и Албании, однако на поле не вышел.

## Достижения
«Судува»
- Чемпион Литвы: 2017

«Целе»
- Чемпион Словении: 2019/20